# Аккум (Жамбылская область)
Аккум (каз. Аққұм) — село в Таласском районе Жамбылской области Казахстана. Административный центр и единственный населённый пункт Аккумского сельского округа. Находится примерно в 85 км к северо-востоку от районного центра, города Каратау. Код КАТО — 316232100.

## Население
В 1999 году население села составляло 1437 человек (734 мужчины и 703 женщины). По данным переписи 2009 года, в селе проживало 1417 человек (715 мужчин и 702 женщины).